# Colonie de Madagascar et dépendances
1897–1958
Entités précédentes :
- Protectorat français de Madagascar
- Colonie de Mayotte et dépendances
- Territoires administrés directement par le ministère des colonies : Îles Glorieuses, Bassas da India, Juan de Nova, Île Europa, Terre Adélie, Île Amsterdam, Île Saint-Paul, Archipel des Crozet, Archipel des Kerguelen

Entités suivantes :
- République malgache
- Territoire des Comores
- Terres australes et antarctiques

La colonie de Madagascar et dépendances est une colonie française ayant existé de 1897 à 1946, avant de devenir un territoire d'outre-mer jusqu'en 1958. Elle administrait le territoire de l'ancien protectorat français de Madagascar, auquel ont été rattachés successivement d'autres territoires sous souveraineté française, qualifiés de dépendances : l'archipel des Comores (dont Mayotte et les îles Glorieuses), l'atoll Bassas da India, l'île Juan de Nova, l'île Europa, le territoire antarctique de la Terre Adélie ainsi que les territoires subantarctiques des île Amsterdam, île Saint-Paul, archipel des Crozet et archipel des Kerguelen.

## Historique
Cette colonie est fondée lorsque la France condamne à l'exil la reine Ranavalona III et met fin à l'autonomie de l'ancien protectorat dont le territoire correspondait à la fusion de l'ancien Royaume merina et des établissements Français de Diego Suarez, de Nosy-Be et de l'Île Sainte-Marie. Elle disparaît à la suite de l'approbation, le 24 septembre 1958, du référendum sur la Communauté française, la colonie étant de fait dissoute et la république de Madagascar est proclamée le 19 octobre 1958 sur le territoire de l'ancien protectorat.
La « pacification » conduite par l'administration française dura une quinzaine d'années, en réponse aux guérillas rurales dispersées dans le pays. Au total, la répression de cette résistance à la conquête coloniale fit entre 100 000 et 700 000 victimes malgaches.
D’immenses concessions minières et forestières furent accordées à de grosses sociétés. Les chefs indigènes loyaux envers l'administration française se virent également accorder une partie des terres. Le travail forcé fut instauré en faveur des compagnies françaises et les paysans se virent incités, à travers l'impôt, à se salarier (notamment dans les concessions coloniales) au détriment des petites exploitations individuelles.
L’administration coloniale continue la « politique des races » promue par le maréchal Gallieni lors de la conquête en 1896, en opposant les Merinas des hautes terres centrales, jugés hostiles à la colonisation, aux populations côtières, décrites comme moins « évoluées » mais plus « dociles ».
Les années 1940 virent le mouvement anti-colonial malgache gagner en dynamisme. Le syndicalisme malgache commença à apparaitre dans la clandestinité et le Parti communiste de la région de Madagascar se constitue. Mais dès 1939, toutes les organisations furent dissoutes par l’administration de la colonie, qui opta pour le régime de Vichy.
Le retour des combattants malgaches enrôlés durant la Seconde Guerre mondiale, les conditions de vie misérables des populations indigènes et le militantisme des mouvements anti-colonialistes favorisèrent l’aspiration à l'indépendance et précipitèrent le déclenchement de l’insurrection.
En mars 1947, l'Insurrection malgache éclata, entraînant une répression sanglante par l'armée française qui fit plusieurs dizaines de milliers de morts. Aux termes de la légende noire du colonialisme, la répression fut accompagnée d'exécutions sommaires, de tortures, de regroupements forcés et d'incendies de villages. L'armée française expérimenta la « guerre psychologique » : des suspects furent jetés, vivants, depuis des avions afin de terroriser les villageois dans les régions d’opération,.

## Géographie
| Nom actuel                                   | Surface (km²) | Entité précédente                                         | Rattaché        | Détaché         | Entité suivante                               |
| Madagascar                                   | 587 040       | Protectorat de Madagascar                                 | 28 février 1897 | 14 octobre 1958 | République malgache                           |
| Mayotte                                      | 374           | Colonie de Mayotte et dépendances                         | 25 juillet 1912 | 27 octobre 1946 | Territoire des Comores                        |
| Anjouan                                      | 424           | Colonie de Mayotte et dépendances                         | 25 juillet 1912 | 27 octobre 1946 | Territoire des Comores                        |
| Grande Comore                                | 1 148         | Colonie de Mayotte et dépendances                         | 25 juillet 1912 | 27 octobre 1946 | Territoire des Comores                        |
| Mohéli                                       | 290           | Colonie de Mayotte et dépendances                         | 25 juillet 1912 | 27 octobre 1946 | Territoire des Comores                        |
| Îles Glorieuses (incluant le banc du Geyser) | 7             | Colonie de Mayotte et dépendances                         | 25 juillet 1912 | 1er avril 1960  | Administration dédiée au préfet de la Réunion |
| Bassas da India                              | 0,2           | Administration directe du ministère français des Colonies | Octobre 1897    | 1er avril 1960  | Administration dédiée au préfet de la Réunion |
| Île Europa                                   | 30            | Administration directe du ministère français des Colonies | Octobre 1897    | 1er avril 1960  | Administration dédiée au préfet de la Réunion |
| Île Juan de Nova                             | 4,4           | Administration directe du ministère français des Colonies | Octobre 1897    | 1er avril 1960  | Administration dédiée au préfet de la Réunion |
| Terre Adélie                                 | 432 000       | Administration directe du ministère français des Colonies | 27 mars 1924    | 6 août 1955     | Terres australes et antarctiques françaises   |
| Île Amsterdam                                | 58            | Administration directe du ministère français des Colonies | 27 mars 1924    | 6 août 1955     | Terres australes et antarctiques françaises   |
| îles Crozet                                  | 352           | Administration directe du ministère français des Colonies | 27 mars 1924    | 6 août 1955     | Terres australes et antarctiques françaises   |
| Îles Kerguelen                               | 7 215         | Administration directe du ministère français des Colonies | 27 mars 1924    | 6 août 1955     | Terres australes et antarctiques françaises   |
| Île Saint-Paul                               | 8             | Administration directe du ministère français des Colonies | 27 mars 1924    | 6 août 1955     | Terres australes et antarctiques françaises   |

En 1926, mise en place de l'état civil pour le recrutement extérieur des citoyens français à fin de conscription.

## Le découpage territorial

### IIIecirconscription
La troisième circonscription est formée par l'archipel des Comores. Le rattachement est très vite contesté par les habitants de l'archipel, tant par les « indigènes » que par les colons. En 1946, l'archipel obtient le statut de territoire d'outre-mer.

## Gouverneurs et Hauts commissaires de la colonie
Les résidents et gouverneurs de la période coloniale étaient :
| Début du mandat | Fin du mandat     | Nom                                    | Titre                                                            |
| --- | ----------------- | -------------------------------------- | ---------------------------------------------------------------- |
| 6 août 1896, annexion par la France                                                                                          |                   |                                        |                                                                  |
| 28 février 1897, fin officielle du protectorat français de Madagascar et création de la colonie de Madagascar et dépendances |                   |                                        |                                                                  |
| 6 août 1896 | 31 juillet 1897   | Joseph Simon Gallieni                  | Gouverneur militaire                                             |
| 31 juillet 1897 | 25 avril 1899     | Joseph Simon Gallieni                  | Gouverneur général                                               |
| 25 avril 1899 | juillet 1900      | Théophile Noël Daniel Pennequin        | Gouverneur général (par intérim)                                 |
| juillet 1900 | 11 mai 1905       | Joseph Simon Gallieni                  | Gouverneur général                                               |
| 11 mai 1905 | Décembre 1905     | Charles Louis Lepreux                  | Faisant fonction de gouverneur général                           |
| Décembre 1905 | 13 décembre 1909  | Victor Augagneur                       | Gouverneur général                                               |
| 13 décembre 1909 | 16 janvier 1910   | Hubert Auguste Garbit                  | Faisant fonction de gouverneur général (1er mandat)              |
| 16 janvier 1910 | 31 octobre 1910   | Henri François Charles Cor             | Faisant fonction de gouverneur général                           |
| 31 octobre 1910 | 5 août 1914       | Albert Jean George Marie Louis Picquié | Gouverneur général                                               |
| 5 août 1914 | 13 octobre 1914   | Hubert Auguste Garbit                  | Faisant fonction de gouverneur général (2e mandat)               |
| 13 octobre 1914 | 24 juillet 1917   | Hubert Auguste Garbit                  | Gouverneur général (2e mandat)                                   |
| 24 juillet 1917 | 1er août 1918     | Martial Henri Merlin                   | Gouverneur général                                               |
| 1er août 1918 | 12 juillet 1919   | Abraham Schrameck                      | Gouverneur général                                               |
| 12 juillet 1919 | 22 juin 1920      | Marie Casimir Joseph Guyon             | Faisant fonction de gouverneur général                           |
| 22 juin 1920 | 13 mars 1923      | Hubert Auguste Garbit                  | Gouverneur général (3e mandat)                                   |
| 13 mars 1923 | 20 février 1924   | Auguste Charles Désiré Emmanuel Brunet | Faisant fonction de gouverneur général                           |
| 20 février 1924 | 30 janvier 1929   | Marcel Olivier                         | Gouverneur général                                               |
| 30 janvier 1929 | 1er mai 1930      | Hugues Jean Berthier                   | Faisant fonction de gouverneur général                           |
| 1er mai 1930 | 22 avril 1939     | Léon Henri Charles Cayla               | Gouverneur général                                               |
| 22 avril 1939 | 10 juin 1939      | Léon Maurice Valentin Réallon          | Faisant fonction de gouverneur général                           |
| 10 juin 1939 | 30 juillet 1940   | Jules Marcel de Coppet                 | Gouverneur général                                               |
| 30 juillet 1940 | 11 avril 1941     | Léon Henri Charles Cayla               | Gouverneur général (2e mandat)                                   |
| 11 avril 1941 | 30 septembre 1942 | Armand Léon Annet                      | Gouverneur général                                               |
| 5 mai 1942, débarquement britannique à Diégo Suarez (opération « Ironclad »)                                                 |                   |                                        |                                                                  |
| 5 mai 1942 | 5 novembre 1942   | Robert Sturges                         | Commandeur, administrateur des territoires occupés (Royaume-Uni) |
| 25 septembre 1942 | 1943              | Anthony Sillery                        | Administrateur des territoires occupés (Royaume-Uni)             |
| 30 septembre 1942 | 7 janvier 1943    | Victor Marius Bech                     | Faisant fonction de gouverneur général                           |
| 7 janvier 1943 | 3 mai 1943        | Paul Louis Victor Marie Legentilhomme  | Gouverneur général                                               |
| 3 mai 1943 | 27 mars 1946      | Pierre de Saint-Mart                   | Gouverneur général                                               |
| 27 mars 1946 | 19 mai 1946       | Robert Boudry                          | Faisant fonction de gouverneur général                           |
| 19 mai 1946 | 27 octobre 1946   | Jules Marcel de Coppet                 | Gouverneur général (2e mandat)                                   |
| 27 octobre 1946, territoire d'outre-mer de l'Union française                                                                 |                   |                                        |                                                                  |
| 27 octobre 1946 | Février 1948      | Jules Marcel de Coppet                 | Haut commissaire                                                 |
| Février 1948 | 3 février 1950    | Pierre Gabriel Adhéaume de Chevigné    | Haut commissaire                                                 |
| 3 février 1950 | Octobre 1954      | Robert Isaac Bargues                   | Haut commissaire                                                 |
| Octobre 1954 | 14 octobre 1958   | Jean Louis Marie André Soucadaux       | Haut commissaire                                                 |
| 14 octobre 1958, abrogation de l'annexion et proclamation de la république dans le cadre de la Communauté française.         |                   |                                        |                                                                  |
| 14 octobre 1958 | 1er mai 1959      | Jean Louis Marie André Soucadaux       | Haut commissaire                                                 |
| 26 juin 1960, proclamation de l'indépendance                                                                                 |                   |                                        |                                                                  |